# Wishlist
Wishlist (englisch für ‚Wunschliste‘) ist eine deutsche Mystery-Webserie des öffentlich-rechtlichen Jugendsenders Funk aus dem Jahr 2016. Die Webserie wird auf der Website von Funk sowie einem eigenen YouTube-Kanal mit über 150.000 Abonnenten gezeigt. Zielgruppe sind 14- bis 29-Jährige. Die Erstausstrahlung der kompletten ersten Staffel, geschnitten als 159-minütiger Film, fand in der Nacht vom 16. auf den 17. Dezember 2017 bei Das Erste statt. Der Handlungsort ist hauptsächlich Wuppertal.

## Handlung
Mira ist 17 und Einzelgängerin. Als sie von einer unbekannten Nummer zur App Wishlist eingeladen wird, glaubt sie an Spam. Doch Wishlist bietet ihr an, jeden Wunsch zu erfüllen, wofür allerdings eine Gegenleistung erbracht werden muss, die abhängig von dem jeweiligen Wunsch ist und von einfach bis fast gar nicht machbar reicht und erst von der App berechnet werden muss. Die Wünsche und Forderungen werden anspruchsvoller und die Sache gerät mit zunehmenden Konsequenzen außer Kontrolle. Mira beschließt daher mit ihren vier Freunden Wishlist zu zerstören, indem sie sich ihre Selbstzerstörung wünschen. Sie bekommen die Aufgabe, den Inhalt eines Schließfaches in einer Stadt in Polen zu vernichten. Dabei machen sie allerdings verheerende Entdeckungen.

## Episodenliste

### Staffel 1
| Nr. (ges.) | Nr. (St.) | Originaltitel                | Erstveröffentlichung |
| ---------- | --------- | ---------------------------- | -------------------- |
| 1          | 1         | Dein Wunsch ist mir Befehl   | 26. Okt. 2016        |
| 2          | 2         | Ein spektakulär fetter Abend | 27. Okt. 2016        |
| 3          | 3         | Ärger im Paradies            | 3. Nov. 2016         |
| 4          | 4         | Ein Traum wird wahr          | 10. Nov. 2016        |
| 5          | 5         | Schluss mit lustig           | 17. Nov. 2016        |
| 6          | 6         | In der Falle                 | 24. Nov. 2016        |
| 7          | 7         | Nie wieder Wishlist          | 1. Dez. 2016         |
| 8          | 8         | Hallo ich bin Wish           | 8. Dez. 2016         |
| 9          | 9         | Letzte Warnung               | 15. Dez. 2016        |
| 10         | 10        | Deine Aufgabe wurde erfüllt  | 29. Dez. 2016        |

### Staffel 2
Die zweite Staffel wurde im Sommer 2017 in Wuppertal gedreht und startete am 14. Dezember 2017 auf YouTube und Amazon Video. Die ersten beiden Folgen erschienen bei Amazon Video zeitgleich mit YouTube, ab der dritten Folge immer eine Woche darauf.
| Nr. (ges.) | Nr. (St.) | Originaltitel                  | Erstveröffentlichung | Titel bei Amazon Video             |
| ---------- | --------- | ------------------------------ | -------------------- | ---------------------------------- |
| 11         | 1         | Die Beta-Phase ist vorbei      | 14. Dez. 2017        | Die Betaphase ist vorbei           |
| 12         | 2         | Was hat Dustin sich gewünscht? | 21. Dez. 2017        | 0,5 Karat                          |
| 13         | 3         | Im Herzen von Wishlist         | 28. Dez. 2017        | Cry later                          |
| 14         | 4         | Bist du dabei?                 | 4. Jan. 2018         | Bist du dabei?                     |
| 15         | 5         | Greift zu den Waffen!          | 11. Jan. 2018        | Backup                             |
| 16         | 6         | Eine wunderbare Nacht          | 18. Jan. 2018        | Eine wunderbare Nacht              |
| 17         | 7         | Die Luft wird knapp            | 25. Jan. 2018        | W:ZA:1010                          |
| 18         | 8         | Ich hab’s doch gewusst         | 15. März 2018        | Ich hab’s doch gewusst             |
| 19         | 9         | Die Waffe gegen Wishlist       | 22. März 2018        | pryng_mantiZ                       |
| 20         | 10        | R.I.P.                         | 29. März 2018        | Für die Welt bist du nur eine Zahl |
| 21         | 11        | Jeder könnte der nächste sein  | 5. Apr. 2018         | Eine letzte Kleinigkeit            |
| 22         | 12        | Das Ende von allem             | 12. Apr. 2018        | Das Ende von allem                 |

## Produktion

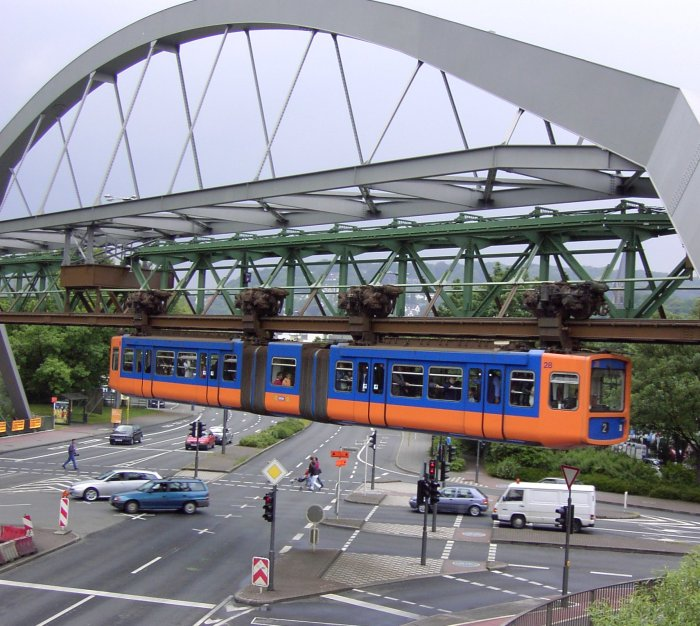
Die Serie wurde u. a. in Wuppertal gedreht.

Drehorte waren Wuppertal, Köln und Umgebung. Regisseur ist Marc Schießer und Autor und Erfinder der Serie ist Marcel Becker-Neu, der zudem auch eine Hauptrolle (Dustin) spielt und als Kameramann, medialer Aktionskünstler und Musiker fungiert. Produzenten sind Marc Schießer, Marcel Becker-Neu und Christina Ann Zalamea, welche auch unter ihrem Pseudonym und YouTube-Kanal Hello Chrissy Videos auf YouTube veröffentlicht. Die Produktionsfirma Outside The Club hat auf ihrer Webpräsenz umfangreiches Material zu Wishlist veröffentlicht.
Das Team ist weitgehend im gleichen Alter der Zielgruppe. Becker-Neu begründet die Entscheidung, Wuppertal als Drehort zu nehmen, damit, dass Kosten eingespart werden, der Großteil des Teams dort lebt und die Stadt noch nicht so „filmisch verbraucht“ ist wie z. B. Berlin. Eine Drehgenehmigung in den neuen Waggons der Schwebebahn hatten sie, trotz Marketings, nicht bekommen; für die Benutzung der alten Waggons fragten sie deshalb von vornherein nicht nach. Drehorte in Wuppertal sind z. B. Cinemaxx, das BOB-Kulturwerk in Wichlinghausen, das Dach der City-Arkaden, der Bahnhof Unterbarmen und der Steinbruch Oetelshofen.
Die meisten Macher des Kernteams haben das Filmen beim Medienprojekt Wuppertal kennengelernt. Insgesamt wurde 44 Tage gedreht. Becker-Neu betont, dass es zum Erreichen von Authentizität und Glaubwürdigkeit wichtig war, Political Correctness in den Hintergrund zu rücken. Gedreht wurde in 4K, um einen besonderen Look zu schaffen, so Becker-Neu.

## Besetzung
| Schauspieler            | Rollenname                  | Hauptrolle | Nebenrolle |
| ----------------------- | --------------------------- | ---------- | ---------- |
| Vita Tepel              | Mira Wolf                   | 1.01–2.12  |            |
| Michael Glantschnig     | Casper Steiner              | 1.01–2.12  |            |
| Nele Schepe             | Janina Nowak                | 1.01–1.10  |            |
| Jeanne Goursaud         | Janina Nowak                | 2.01–2.12  |            |
| Yung Ngo                | Kim Nquyen                  | 1.01–2.12  |            |
| Marcel Becker-Neu       | Dustin Werther              | 1.01–2.12  |            |
| Yvonne Yung Hee Bormann | Norma Jean                  | 2.01–2.12  |            |
| Penelope Frego          | Jolina del Fonte            | 2.06–2.12  |            |
| Charles Rettinghaus     | Niklas                      |            | 1.01–2.12  |
| Dagi Bee                | Angie                       |            | 1.03–2.12  |
| Christina Ann Zalamea   | Wish                        |            | 1.03–2.06  |
| Niklas Löffler          | App-Entwickler              |            | 1.10–2.12  |
| Anja Kling              | Frau Dr. Christiane Werther |            | 2.04–2.05  |

Zu der Besetzung der Darsteller zählen neben Schauspielern auch Webvideoproduzenten wie Dailyknoedel, Dagi Bee, Davis Schulz, Hello Chrissy (bürgerlich Christina Ann Zalamea), John Youk, Soraya Ali, MrTrashpack sowie Hauke Gerdes und Fynn Kliemann aus dem Kliemannsland.

## Rezeption
Spiegel Online vergleicht den Teufelspakt in der Serie, der durch die App ausgelöst wird, mit Werken wie Faust, Dorian Gray oder Timm Thaler und lobt die futuristisch-urbane Darstellung der Wuppertaler Schwebebahn; kritisiert aber auch die „allumfassende Jugendlichkeit“, die durch die verwendete Jugendsprache, WhatsApp-Sprachnachrichten und Snapchat-Schnipsel als dramaturgischer Botenbericht, YouTubern als Schauspielern sowie humoristischen Szenenanspielungen entstehe und die ältere Zuschauerschaft störe bzw. von ihr nicht verstanden werde.
Die taz vergleicht die Konstellation der fünf Freunde eher mit US-amerikanischen Sitcoms wie Friends oder How I Met Your Mother als z. B. Werken von Enid Blyton und lobt, dass das Öffentlich-Rechtliche die junge Zielgruppe erreicht hat und damit dem negativen Ruf, das jugendliche Publikum zu vernachlässigen, entgegenwirkt.
Die Welt schreibt, die Serie übe Kritik am Umgang mit neuen Medien und den Medienverhalten junger Leute.
Neben diesen guten Ansätzen wird vom Branchenportal DWDL jedoch starke Kritik am Drehbuch geäußert, das den roten Faden zu oft verliere, sei es in Belanglosigkeiten oder in Dialogen, die viel zu nah an der „Generation Fremdscham“ gehalten seien, sodass man von der Geschichte kaum wirklich gefesselt werden könne.

## Auszeichnungen
| Jahr | Auszeichnung                      | Kategorie              | Resultat  |
| ---- | --------------------------------- | ---------------------- | --------- |
| 2017 | Deutscher Fernsehpreis            | Förder-/Nachwuchspreis | Gewonnen  |
| 2017 | Grimme-Preis                      | Kinder und Jugend      | Gewonnen  |
| 2017 | crossmediale Programminnovationen | Online                 | Gewonnen  |
| 2017 | Webvideopreis Deutschland         | Best Video of the Year | Gewonnen  |
| 2018 | Webvideopreis Deutschland         | Best Video of the Year | Nominiert |